# Parathranites hexagonus
Parathranites hexagonus is een krabbensoort uit de familie van de Polybiidae. De wetenschappelijke naam van de soort is voor het eerst geldig gepubliceerd in 1906 door Rathbun.